# Kollimator

Beispiel für einen optischen Kollimator mit einer Glühlampe, einer Blende (A) und einer plan-konvexen Linse (L).

Ein Kollimator dient zur Erzeugung von Licht mit annähernd parallelem Strahlengang aus einer divergenten Quelle. Diese  Kollimation dient häufig dazu, dem Licht eine bestimmte Richtung zu geben. Kondensoren und Beleuchtungssysteme bestehen oft aus einem Kollimator, gefolgt von einer Linse.
In der technischen Optik werden Skalen mit einem Kollimator im Unendlichen abgebildet. Sie überlagern dann das Bild des Objektes und erlauben es, dessen Abmessungen zu bestimmen.

## Kollimator für sichtbares Licht

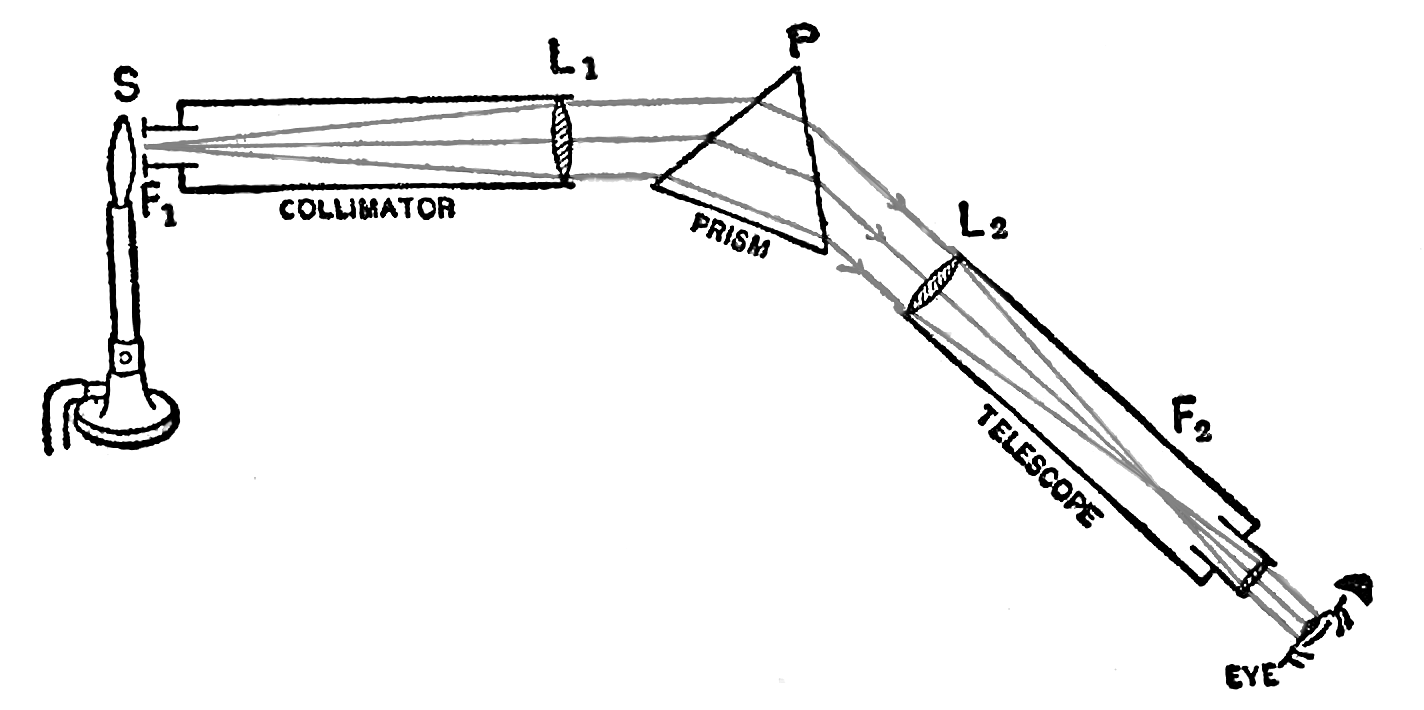
Kollimator für paralleles Lichtbündel vor einem Prismenspektrometer

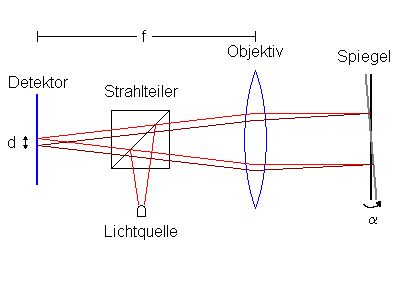
Winkelmessung mit einem Autokollimator

Bei Verwendung sichtbaren Lichts wird in der technischen Optik einerseits grundsätzlich, andererseits im Besonderen von einem Kollimator gesprochen:
- Grundsätzlich wird mittels einer Sammellinse L (siehe  oben stehende Abbildung) das Licht einer mehr oder weniger punktförmigen Quelle in ein paralleles Strahlenbündel verwandelt. Die Lichtquelle ist in der vorderen Brennebene der Linse angeordnet. Beispiel ist die dem Dispersionsprisma eines Prismenspektrometers vorgeschaltete Kollimator-Linse (siehe nebenstehende Abbildung).
- Im Besonderen befindet sich  in der vorderen Brennebene der Linse eine beleuchtete Mess-Skala (zum Beispiel eine Strichplatte), die mittels parallelem Strahlengang nach der Linse ins Unendliche (∞) abgebildet wird. Ein solches künstliches Ziel in unendlicher Entfernung eignet sich für Winkelmessungen, weil es unempfindlich gegen Parallelverschiebung des Kollimators ist.[1] Befindet sich die Mess-Skala in der Brennebene eines Fernrohr-Objektivs, entsteht ein Hilfsgerät zur Prüfung und Justierung optischer Instrumente. Die Verbindung eines Kollimators mit eigener Linse mit einem vorgesetzten Fernrohr erlaubt vielfältige Anwendungen bei messtechnischen Aufgaben, insbesondere bei Richtungs- und Winkelbestimmungen.[2] Ein spezieller Kollimator ist der Autokollimator (oder Autokollimationsfernrohr), bei dem das Licht vom drehbaren Messspiegel zu seinem Ausgangsort zurückgeworfen wird (siehe nebenstehende Abbildung). Die Empfindlichkeit bei der Richtungs- und Winkelbestimmung ist doppelt so groß wie bei der Kombination aus Kollimator und Fernrohr.[3]

Die Brennweite eines Objektivs ist für eine Abbildung aus dem Unendlichen definiert. Mit Hilfe eines Kollimators kann ein in endlicher Entfernung befindliches Messobjekt mit einem zu untersuchenden Objektiv aus dem Unendlichen abgebildet werden, wobei neben der Brennweite auch die äußeren Hauptebenen des Objektivs bestimmt werden können.
Lichtquelle/Blende/Mess-Skala und Linse sind häufig von einem innen geschwärzten Tubus (Rohr) umgeben, um Streulicht fernzuhalten. Um Abbildungsfehler zu reduzieren, können entweder eine asphärische Linse oder ein System aus mehreren Linsen verwendet werden.
Eine ähnliche Funktion wie der Kollimator hat die Kollektor-Linse in einer Beleuchtungseinrichtung für Durchlicht-Mikroskope. Das mit dem Kollektor zunächst parallel gerichtete (kollimierte) Licht wird anschließend  mit einer Kondensor-Linse im Objektiv fokussiert.

## Einsatzgebiete
Kollimatoren kommen unter anderem bei der Bildgebung in der Astronomie und in der Medizin zum Einsatz, z. B. als Multilamellenkollimator in der Strahlentherapie. Kollimatoren finden auch in Strahlungsdetektoren Anwendung, bei denen eine ausgeprägte Vorzugsrichtung benötigt wird. Mit Hilfe von Autokollimatoren können exakte Winkelmessungen vorgenommen werden.
Im Feld der Röntgenoptik werden zur Kontrolle von Röntgenstrahlung Kollimatoren wie die Kollimatorblende verwendet, die nicht (nur) auf Absorption, sondern auf streifender Reflexion beruhen.
Bei medizinischen Aufnahmen hilft ein Kollimator (Buckyblende), Streustrahlung auszuscheiden. Damit die Struktur des Kollimators nicht mit abgebildet wird, kann dieser während der Belichtungszeit auch hin und her bewegt werden, was hörbar und am angepressten Körper als Rumoren spürbar sein kann.
Im militärischen Bereich finden Kollimatoren in Reflexvisieren Anwendung, um das Zielen mit Schusswaffen zu vereinfachen. Auch Head-up-Displays zur Darstellung von Informationen im Sichtbereich von Piloten und heutzutage auch in zivilen PKWs enthalten Kollimatoren.